# فيل كوك (لاعب كرة قاعدة)
فيل كوك (بالإنجليزية: Phil Coke)‏ هو لاعب كرة قاعدة أمريكي، ولد في 19 يوليو 1982 في سونورا في الولايات المتحدة.

## وصلات خارجية
- فيل كوك على موقع دوري كرة القاعدة الرئيسي (الإنجليزية)
- فيل كوك على موقع الدوري الياباني لكرة القاعدة (الإنجليزية)
- فيل كوك على موقعبيزبول رفرنس.كوم (الدوري الرئيسي) (الإنجليزية)
- فيل كوك على موقعبيزبول رفرنس.كوم (الدوري الثانوي) (الإنجليزية)
- فيل كوك على موقع إي إس بي إن.كوم (أم.أل.بي) (الإنجليزية)
- فيل كوك على موقع مشجعي الرسوم البيانية (الإنجليزية)